# Tempelhymne van Kesh

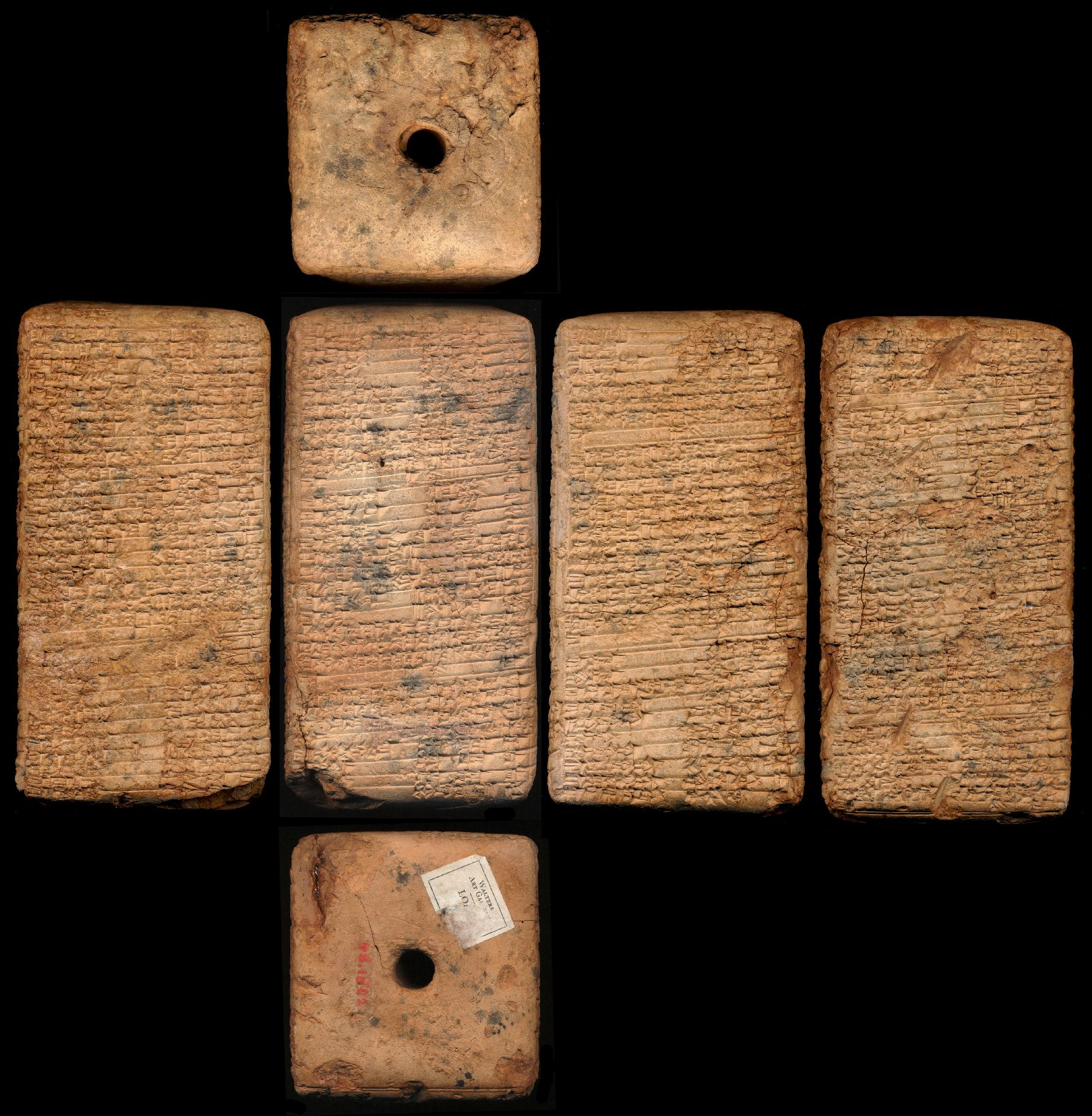
Een Oud-Babylonische kopie van de tempelhymne

De tempelhymne van Keš is een van de oudste stukken bewaard gebleven Sumerische literatuur, en daarmee ook een van de oudste van de mensheid als geheel. De hymne is bekend van een aantal kopieën uit de Oud-Babylonische tijd (ca. 1760 – 1595 v.Chr.), maar bij opgravingen in Tell Abu Salabikh is gebleken dat het stuk zeker acht eeuwen ouder is. Er zijn daar een aantal fragmenten ervan gevonden. Ze zijn geschreven in een moeilijk te lezen archaïsche vorm van het spijkerschrift, maar behoudens een gemoderniseerde spelling is de inhoud vrijwel hetzelfde in de latere versies. Sumerische schrijvers leerden hun vak door oudere tabletten te kopiëren en deden dat behoorlijk nauwgezet.
De hymne gaat over Keš die eerst als persoon wordt voorgesteld waarover de god Enlil lof uit, maar later blijkt ze een stad te zijn met een aantal 'huizen', waarvan duidelijk wordt dat er veel geofferd wordt. Ofwel het gaat om de tempels van Keš. Een aantal goden en godinnen zoals Nisaba, An en Nintur en de held Ašgi worden genoemd.

## Citaten
De prinselijke heer, de prinselijke heer kwam voort uit zijn huis. Enlil, de prinselijke heer kwam voort uit zijn huis. De prinselijke heer kwam op koninklijke wijze voort uit zijn huis. Enlil verhief zijn blik over de landen en de landen richtten zich op naar Enlil. De vier hoeken van de hemel werden groen voor Enlil als een tuin. Keš was daar voor hem gezeten met opgeheven hoofd, en Keš hief haar hoofd op te midden van alle landen. Enlil sprak lof over Keš
Het is inderdaad een stad, het is inderdaad een stad! Wie kent haar van binnen? Het huis Keš is inderdaad een stad! Wie kent haar van binnen? De helden banen zich een weg naar binnen en verrichten er de orakelriten op volmaakte wijze. Dartelende runderen zijn bij het huis verzameld in kuddes. Het huis verorbert veel rundvee, het huis verorbert vele schapen.